# 프랑스령 바스크

프랑스령 바스크의 위치

프랑스령 바스크(프랑스어: Pays basque français, 스페인어: País Vasco francés)는 현재 프랑스 피레네자틀랑티크주에 있는 바스크 지방의 북동부를 가리키는 명칭이다. 북바스크(바스크어: Iparralde, 프랑스어: Pays basque nord)고도 불린다. 프랑스령 바스크는 자연 구분의 명칭으로, 역사적 및 문화적인 지방 이름이지만, 그 자체가 행정 구역화되어 있지 않다.

## 언어
프랑스령 바스크에서는 프랑스어가 사용되며 지방 언어인 바스크어도 사용된다. 프랑스령 바스크 북부 및 북서부에서 오크어 중 하나 가스코뉴어도 사용된다. 비스케이만 연안의 도시에서 프랑스 사용이 우세하며 바스크어 화자는 인구의 1% 정도이다. 반대로 내륙에서 바스크어를 인구의 대부분이 모국어로 하고 있다.

## 같이 보기
- 나바라 왕국
- 북카탈루냐